# Bára Divišová
Bára Divišová (* 30. prosince 1984 Jihlava) je česká televizní reportérka a moderátorka.

## Kariéra
Od roku 2004 postupně pracovala jako regionální reportérka TV Vysočina v Jihlavě, TV Gimi v Českých Budějovicích a moderátorka v regionálním studiu RTA Jižní Čechy.[zdroj?]
V roce 2007 začala pracovat TV Nova v redakci domácího zpravodajství a poté v redakci publicistického pořadu Střepiny. Spolu s Michaelou Novou se stala první stálou reportérkou pořadu.[zdroj?]
Od roku 2019 moderuje politický diskuzní formát Napřímo na TN.cz. V roce 2022 se stal pořad Napřímo součástí vysílání Víkendové Snídaně. Od roku 2024 se vysílá každý všední na TN Live a moderují Veronika Petruchová a Michaela Indráková. Divišová jednou či dvakrát týdně moderuje speciální vydání s názvem Kuloáry Napřímo.
V roce 2021 se stala dramaturgyní a moderátorkou publicistického pořadu Střepiny, je autorkou satirické rubriky Perly týdne a politických komentářů.[zdroj?]
Divišová je od roku 2020 součástí předvolebních vysílání TV Nova a ve volebním studiu prezentuje volební výsledky.[zdroj?] V roce 2020 moderovala sérii debat s předsedy politických stran a hnutí před volbami do krajských zastupitelstev.[zdroj?] V roce 2021 moderovala debaty s lídry politických stran a hnutí před volbami do Poslanecké sněmovny..
V roce 2022 moderovala sérii debat s kandidáty na senátory a debaty s lídry kandidátek do komunálních voleb v Ostravě a Brně.
V roce 2023 moderovala debatu s kandidáty na prezidenta, během níž v jejím úvodu odešel kandidát Marek Hilšer v přímém přenosu ze studia na protest proti rozdělování kandidátů na dvě kategorie.
V roce 2024 z Litomyšle prezentovala výsledky voleb do Evropského parlamentu. Před krajskými volbami moderovala rozhovory s předsedy stran, debaty s krajskými lídry a byla autorkou konceptu předvolebního vysílání.
Od roku 2024 moderuje podcast Na jedné vlně s Bárou Divišovou  pro rádio Blaník a Hitrádio, ve kterém vede otevřené rozhovory s osobnostmi z politiky, kultury a byznysu.[zdroj?]
Divišová se od roku 2009 angažuje v projektu Cena Michala Velíška. Je členkou nominačního výboru, napomáhá podporovat a šířit všední projevy hrdinství.[zdroj?]